# Paterdavidshert
Het paterdavidshert (Elaphurus davidianus) is een soort uit de familie der hertachtigen. Het behoort tot de onderfamilie Cervinae. Het is de enige levende soort van het geslacht Elaphurus. 

## Kenmerken
Het grote, bruin gekleurde dier (schouderhoogte 115 cm, gewicht 150-200 kg, lichaamslengte 220 cm) is gekenmerkt door een lange kop, lange staart (ca. 50 cm) en lange poten met brede hoeven, die evenals bij het rendier bij het lopen een krakend geluid maken. Het grote gewei heeft geen oogtak (eerste en voorste zijtak) en alle einden zijn naar achteren gericht. Draagtijd 40 weken, één jong per worp (gevlekt). Maximale levensduur 20-25 jaar.

## Leefwijze
Deze herten houden van water en kunnen goed zwemmen. Het zijn voornamelijk grazers, maar in de zomer vullen ze hun plantaardig dieet aan met waterplanten. In het Chinees krijgen deze dieren de naam Milu (麋鹿).

## Geschiedenis
Het paterdavidshert is een bewoner van open terrein met veel water en ook wel van moerassen. Oorspronkelijk bewoonde het grote delen van China; ten tijde van de ontdekking (1865) door Pater Armand David (een Franse missionaris die daarnaast de reuzenpanda en de Mongoolse gerbil ontdekte) was hij in het wild uitgeroeid en beperkt tot een keizerlijk wildpark bij Peking. Uit dit park werd een klein aantal dieren overgebracht naar Europese dierentuinen. Bij de Bokseropstand van 1900 werden de laatste dieren die na de desastreuze overstromingen van 1895 overgebleven waren, afgeslacht. Door de laatste zestien Europese dieren op zijn landgoed Woburn Abbey (Engeland) bijeen te brengen, wist de hertog van Bedford een kudde op te bouwen en zo de soort voor het nageslacht te behouden.
Van deze kudde werden na de Tweede Wereldoorlog dieren afgestaan aan dierentuinen. Door planmatige fokkerij was het totaal aantal dieren in 1986 tot ca. 1400  toegenomen.

## Introductie in het wild
In 1985 werd het paterdavidshert in het Peking Milu Park geherintroduceerd. Daarna is er ook een populatie uitgezet in het Dafeng Milu Natural Reserve ten noorden van Shanghai. In 1997 leefden er 671 dieren in China in het wild.

## Video
- Paterdavidshert in Zoo Wuppertal

## Galerij

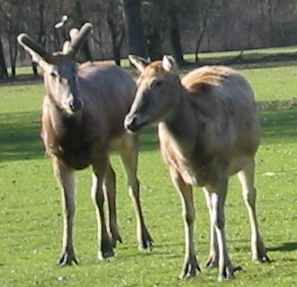
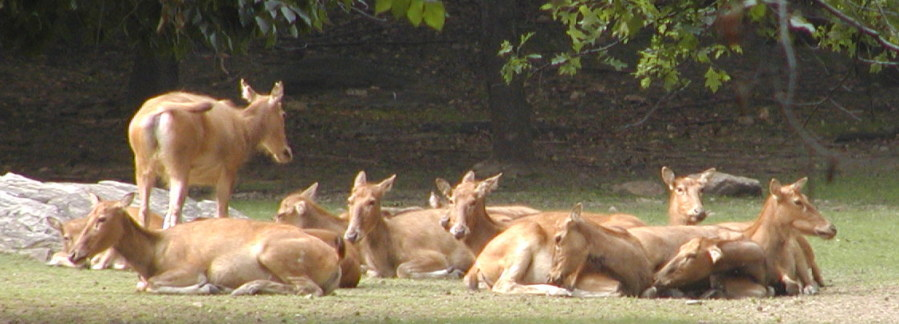
Een groep wijfjes in de Bronx Zoo
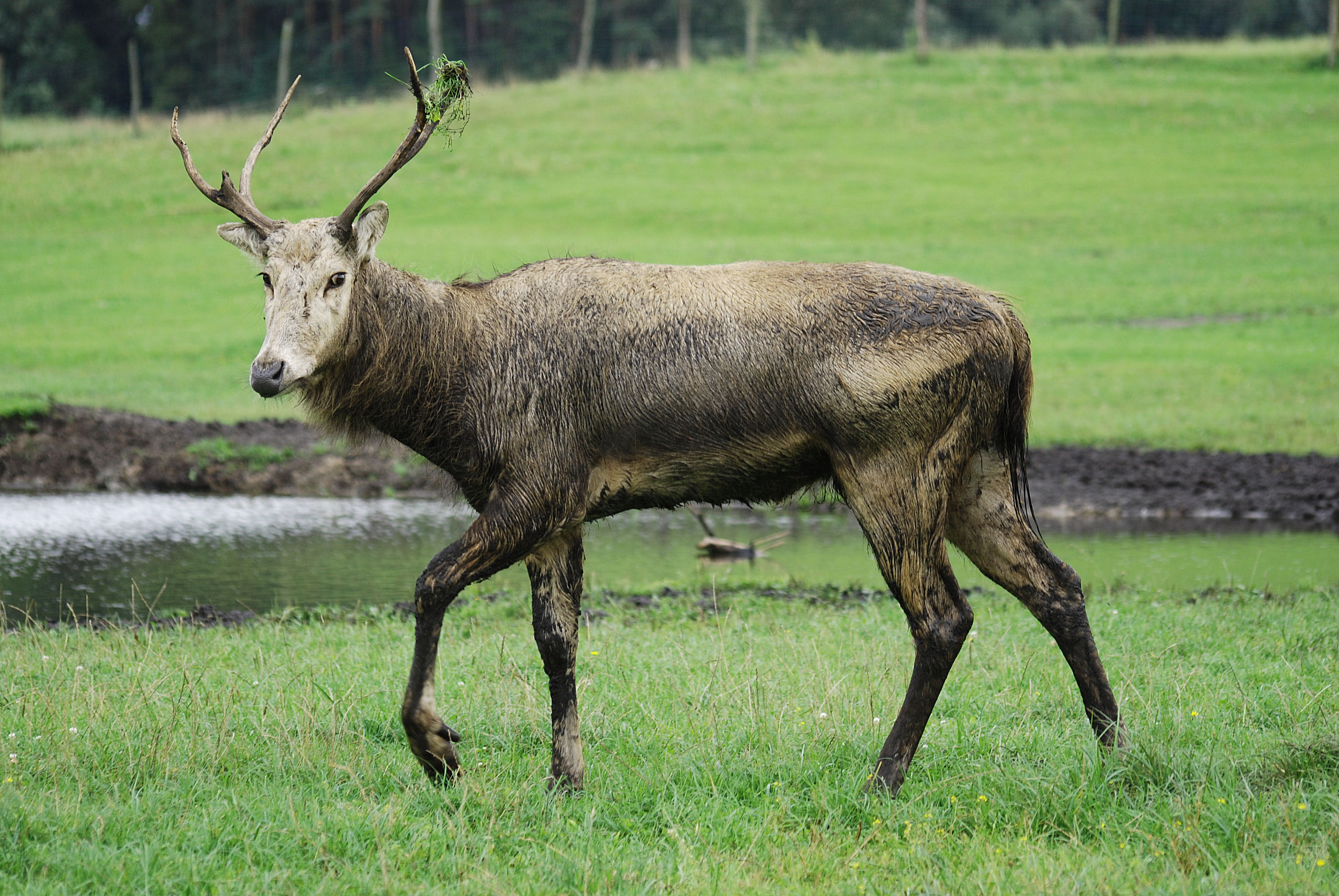
Een mannetje
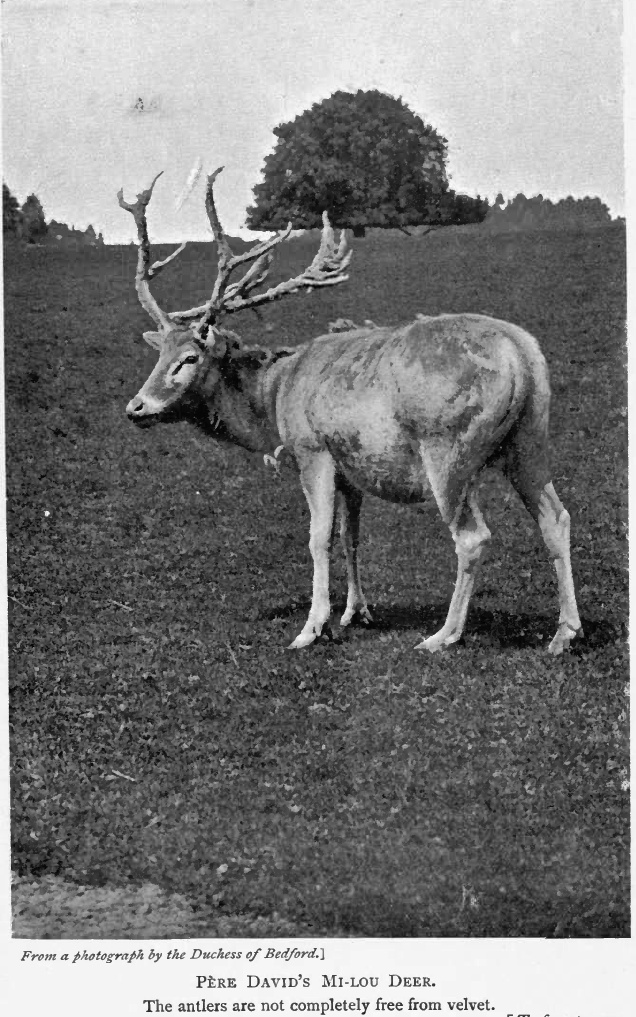